# Arsita
Arsita är en ort och kommun i provinsen Teramo i regionen Abruzzo i Italien. Kommunen hade 803 invånare (2018).